# ジャコウジカ
ジャコウジカ（麝香鹿）は、鯨偶蹄目ジャコウジカ科の1属ジャコウジカ属 Moschus の総称である。

## 分類
ジャコウジカ科には十数属が含まれるが、現生するのはジャコウジカ属のみである。
シカよりも原始的と考えられたが、実際にはそのような系統位置にはない。

## 分布
主に南アジア山岳の森または潅木地帯に生息。
中期更新世（チバニアン）にはジャコウジカやキバノロなどは日本列島にも分布していた。

## 特徴

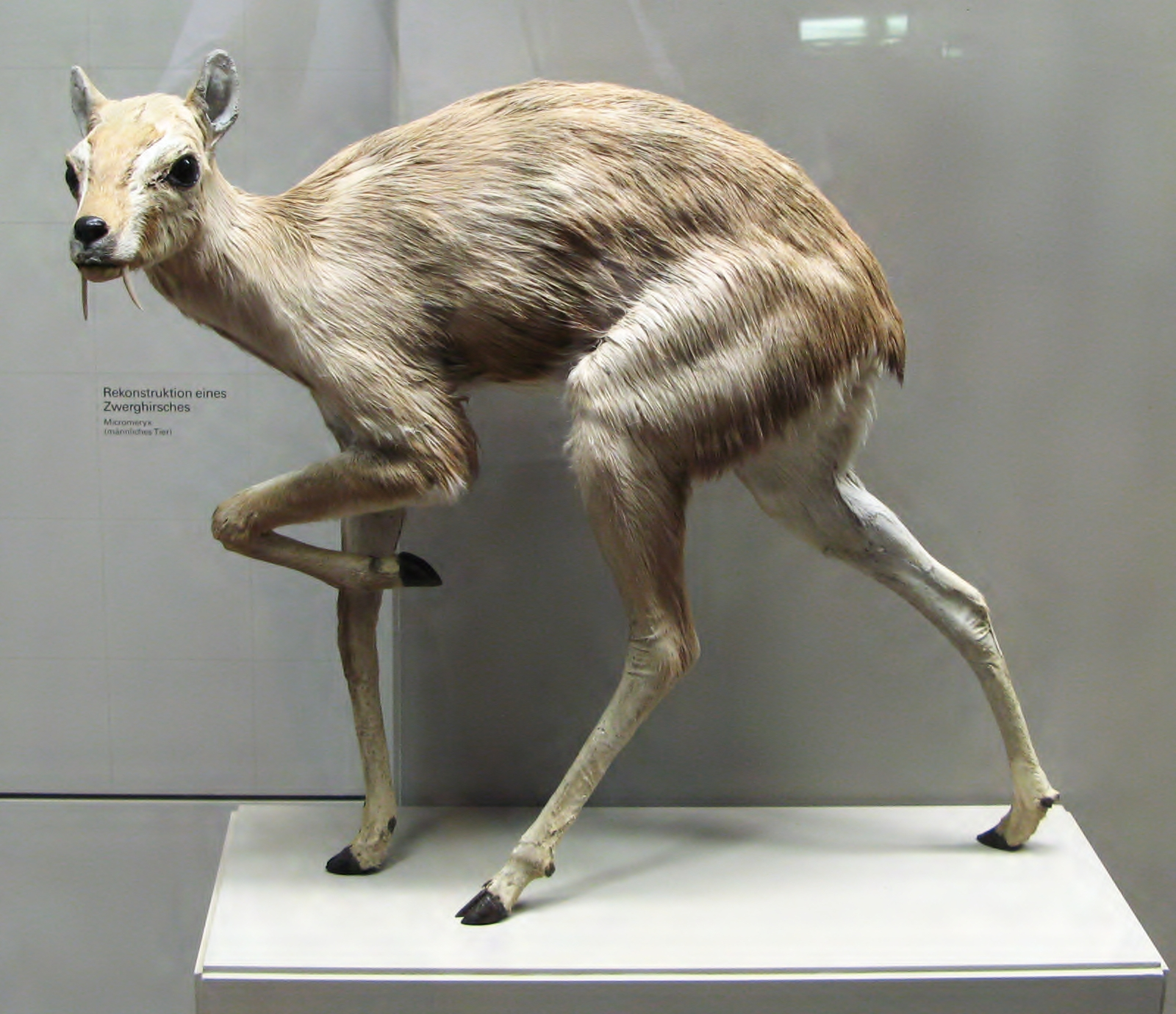
同亜科の絶滅したミクロメリクス の復元模型

小さくてがっしりとした体格のシカに似ており、後肢は前肢よりも長い。全長80-100cm、肩高50-70cm、体重7-17kg。荒地を登るのに適した脚を有す。シカ科のキバノロの様に枝角を持たないが、雄は上の犬歯が大きく発達して、サーベル状の牙となる。歯式は0.1.3.3/3.1.3.3でシカと類似する。
顔腺を有さず、乳頭は1対のみ、胆嚢、尾腺、一対の牙状の歯、メスを引きつけたり人間にとって経済的価値のある麝香を分泌する麝香腺を有する。麝香腺は麝香腺は陰部と臍の間にある嚢であり、成獣の雄にしかみられない。
草食性で、（通常人里離れた）丘の多い森林環境に生息する。シカと同様に主に葉、花および草を食べ、更に苔や地衣類も食べる。単独性の動物であり、縄張りがはっきりとしており、尾腺で匂い付けを行う。臆病な性格が多く、夜行性または薄明活動性。
発情期になると雄は縄張りを出て、牙を武器にして雌争いをする。雌は150-180日で子を一匹産む。新生仔は非常に小さく、生後1ヶ月になるまでは基本的にあまり動かない。これによって捕食者から見つかりにくくなる。

## 保護
現在、ワシントン条約によって国際取引が禁止されているが、麝香採取のための密猟は絶えない。中国では1958年より飼育研究が開始され、四川省都江堰市のほか数か所で飼育されている。